# جوانا كوين
جوانا كوين (بالإنجليزية: Joanna Quinn)‏ هي مخرجة بريطانية، ولدت في 4 فبراير 1962 في برمنغهام في مملكة إنجلترا.

## وصلات خارجية
- جوانا كوين على موقع IMDb (الإنجليزية)
- جوانا كوين على موقع ألو سيني (الفرنسية)
- جوانا كوين على موقع أول موفي (الإنجليزية)
- جوانا كوين على موقع قاعدة بيانات الفيلم (الإنجليزية)
- جوانا كوين على موقع كينوبويسك (الروسية)